# パトリス・ジュリアン
パトリス・ジュリアン（Patrice Julien、1952年6月16日 - ） は、フランスの元ライフスタイルアーティスト、エッセイスト、料理人。

## 人物・来歴
レシピ本などの出版と共に、白金台に一軒家レストランCentre France des Arts、横浜クィーンズイーストにジャルダン・ド・ジュリアン、西麻布に衆縁など、レストランの経営を行った。

## 出演
- 郁恵・井森のお料理BAN!BAN!など、多数の料理番組に出演。

### CM
- ユニクロ

## 著書
- フランス料理ABC―簡単・おいしい・楽しい・メニュー(文化出版局、1992/09)
- フレンチスタイルのサンドイッチ―楽しい組合せでおいしいラッピング(文化出版局、1994/04)
- お鍋でフランス料理―ビストロの味、田舎の味(文化出版局、1994/11)
- 南仏プロヴァンスの家庭料理ノート( 講談社 1995/04)
- パトリス・ジュリアンのデザート―家庭で楽しむ42のおいしいレシピ(文化出版局、1995/12)
- ハーブ&スパイスの地中海料理ノート―香りのごちそう通信(講談社、1996/04)
- 生活はアート(主婦と生活社、1996/09)　幻冬舎　幻冬舎文庫、2003/06
- 物語の主人公になる方法(翻訳：宰務 智子、にじゅうに、1997/03/01)
- パトリス・ジュリアンの夢のあるおもてなし―12カ月のごちそうレシピと楽しいテーブル(世界文化社、1997/12)
- パトリス・ジュリアンのフランスワインABC―ワインと料理を楽しむ(文化出版局、1997/12)
- パトリス・ジュリアンのカフェ―ル・ジャルダン・ドゥ・ジュリアンのレシピ(文化出版局、1998/05)
- パトリスジュリアンの幸福レシピ―レストランC.F.A.の料理( 主婦の友社 1998/12)
- しましまの愛(主婦と生活社、1998/12)
- いんげん豆がおしえてくれたこと(幻冬舎、1999/04)
- 32日の月―1日1つの“幸運の魔法(ラッキーマジック)”(三笠書房、1999/07/01)
- パトリス・ジュリアンと19人のシェフたち―気軽なワインでフランス料理40のヒント(文化出版局、1999/10)
- ひとりぼっちのパトシアン(幻冬舎、1999/11)
- パトリス・ジュリアンの男の料理―30分でできるフレンチ(主婦と生活社、2000/11)
- 男のフランス料理abc―彼女のお気に入りシェフになることだって夢じゃない!(文化出版局、2001/06)
- 暮らしのZen(幻冬舎、2002/02)
- one DIONYSUS FOODS―ディオニソスの食卓 (書くことの魔法V) (イラスト：おさない まこと、にじゅうに、2002/04/01)
- ひと月でもっと魅力的な「新しい私」―誰でもできる“奇跡の見つけ方・幸運の育て方”(三笠書房　王様文庫、2002/11)
- パンの学校―毎日食べたいフランス風パン(文化出版局、2003/06)
- きちんと暮らす (AC mook)(アスコム、2004/0))
- 物語の主人公になる方法―Special Edition(にじゅうに; Special版、2004/4/1)
- 土曜日のごちそう―ふたりでつくるデミグラスソースとホワイトソースのハッピーレシピ(共著：脇 雅世、アーティストハウスパブリッシャーズ、2005/03)
- 禅のヒント―ココロがグラグラ、アタマが疑問だらけの人へ(実業之日本社、2005/04)
- News from Paradise―プライベートフォト&エッセイ (共著：よしもとばなな、にじゅうに、2005/06)
- 半熟ラブラブ ヒーリングカップルのおいしい暮らし方(PHP研究所、2005/08/02)
- シンプルで贅沢が心地いい。(主婦と生活社、2005/10)
- パトリス・ジュリアンの手軽に作れるおしゃれフレンチ ビストロごはん(主婦と生活社、2006/05)
- Be Lazy Be Happy!(オレンジページ、2007/09)
- ゆたかに生きる―パトリス・ジュリアン流ライフスタイル(sasaeru文庫 ぱ 1-1)(成美堂出版、2008/01/15)
- 暮らしのたね―素敵な1日のためのハートフルな言葉365+1(トーソー出版、2008/04/01)
- パトリス・ジュリアンのおつまみ -気軽に楽しめるおしゃれなフレンチスタイル-(ワニブックス、2014/10/10)
- ライフレシピ Recettes de Vie フランス流「シンプルで豊かな暮らし」を手に入れる30のレッスン(講談社、2015/03/25)